# モスキートモス号
モスキートモス号（もすきーともすごう）は、日本のムサシノ模型飛行機研究所が製造、販売するラジオコントロール模型飛行機（以下、RC機）。

## 経緯
モスキートモス号は1978年（昭和53年）10月、当時ムサシノ模型飛行機研究所の所長だった館林重雄により設計され、同年12月に発売された。設計コンセプトは、当時すでに起きていた、騒音と危険性によるRC機の飛行場所難を、低速・低騒音飛行によって解決しようというものであった。しかし、それにとどまらず、低速飛行時にも自在に操縦できることから、低速飛行そのものを楽しむことが出来るユニークなスポーツ機として、長期にわたって販売され続けている。

## 諸元
| 翼長     | 1470mm                    |
| 全長     | 1000mm                    |
| 翼面積   | 33.6dm2                   |
| 標準重量 | 750g                      |
| 翼面荷重 | 20g/dm2                   |
| 翼型     | クラークY類似後縁フラップ |
| エンジン | 09-10クラス               |
| RC装置   | 2-3ch                     |
| 定価     | 7800円（税込み8190円）    |

| 全備重量 | 最低飛行速度 |
| -------- | ------------ |
| 560g     | 14.2km/h     |
| 710g     | 15.4km/h     |
| 860g     | 17.2km/h     |

測定方法：巻尺で正確に50mを測り、無風状態でその区間を飛行、往復でそれぞれ計った時間の平均から速度を算出する。

## 低速飛行
モスキートモス号は、非常な低速飛行を行うことを目的に設計されている。その実現のために、翼面荷重の低減という、最も単純で確実な方法を採用している。以下のような特徴的な設計でこれを達成しており、最低飛行速度は時速15～20キロメートルとなっている。

### 巨大な主翼
主翼は矩形翼で、アスペクト比は6.4、翼長1470mm、翼弦は230mm程ある。翼面積は33.6dm2で、09クラスRC機のうち小さいものから見れば2倍近い面積がある。
翼面積が大きいという点だけでも低速飛行に有利である。揚力は対気速度の自乗に比例し、翼面積に比例する。すなわち最低飛行速度は翼面荷重(=全備重量÷翼面積)の平方根に比例するからである。
さらに、翼弦長も通常の09クラスRC機より相当大きい。これはレイノルズ数を増加させ、結果的に翼の性能を向上させる。
レイノルズ数は翼弦長と対気速度の積に定数を乗ずることで求められる数である。一般にレイノルズ数が増大すると同じ翼でも揚抗比が改善し、逆にレイノルズ数が一定値（クリチカル・レイノルズ数、翼型により異なる）を下回ると極端に翼の性能が低下するため、レイノルズ数を下げないことは重要である。モスキートモス号では翼弦長を大きくすることで、低い飛行速度による不利をある程度相殺している。
またこれは現行のムサシノ模型飛行機研究所製機体に共通するが、主翼構造はDチューブを採用しており、サイズからすれば軽量な220g前後の重量であるのに、翼の強度、剛性は高く、乱暴な操縦どころか相当の墜落にも耐える強度を持っている。
さらに矩形翼、翼端上反角の採用はいずれも翼端失速の防止に貢献しており、水平飛行時に故意に失速させても、相当な低速急旋回時にも翼端失速を起こして危険な状態に入ることはほぼ無く、失速特性は優秀である。逆に言えばスピンに入れることは容易ではない（が、不可能ではない）。

### 固定フラップ
モスキートモス号の翼型はクラークY類似（フラットボトム）であり、後縁には固定フラップが装備されている。角度は12度程度で、翼の上面をそのまま延長した角度になっている。
固定フラップにより、翼面積の増加と、翼型のキャンバー（矢高）が増大することなどによる揚力の増大を狙っていると思われる。
また、大迎角での最大揚力係数は、固定フラップを持たない翼型よりも、その翼型に固定フラップを装着した翼型の方が大きくなる傾向があり、もともと最大揚力係数の大きなクラークY類似翼型であるが、固定フラップも低速飛行性能の向上に寄与していると見られる。

### 軽量構造
モスキートモス号は、全体が軽量なバルサを主材料としており、部材も全体として細く、薄く設計されている。さらに胴体の外形そのものを細くし、機能に関係しない部分は思い切って切り取ったようなデザインにすることで材料を減らし、また胴体後部はバルサとヒノキによるトラス組として強度と軽量化をともに狙っている。

## 良好な低速運動性

### 上反角と方向舵
モスキートモス号は翼端一段上反角の主翼を持つ。上反角は14度で、ロール軸周りの自律安定性は強いが、同時にヨー軸周りの運動により発生するロール軸周りのモーメントも大きい。
また方向舵の面積もかなり大きめに設計してあり、低速においても十分な効きを確保している。
これによる副次的な性能として、ある程度の速度を確保すれば、エルロンがないにもかかわらずラダーのみでロールを行うことが可能であり、熟練すれば一見ラダーによるものと思えないほど、軸の通ったロールを行うことも出来る。

### 昇降舵
方向舵の大きさに比べると、昇降舵はかなり小さめで、あまり曲技的なマニューバには向かない。ただし、面積を拡大することにより相当程度効きを向上することも出来る。
昇降舵の小ささは、ムサシノ模型飛行機研究所が主張している、エンジン回転数の増減により上昇・下降を制御するという操縦法に則ったものであると考えられる。
エンジンのダウンスラストは0度であることも、同様の理由によるものと思われる。
実際に、昇降舵を一切操作せず、その代わりにスロットル操作でエンジン回転数の増減を利用して機体の迎角を制御し、離陸から周回飛行、着陸までを特段の困難なく行うこともできる。

## ペイロード
モスキートモス号は軽量機であるが、その巨大な主翼により相当な重量を積載して飛行することが出来る。これまでにもデジタルカメラ、メモリ記録式のデジタルビデオなどを搭載し、空撮を行っている例が複数ある。
全備重量およそ1200g程度までならば最低飛行速度の上昇も殆ど気にならない程度で、違和感無く飛行することが可能である。

## 電動化
モスキートモス号は、09クラスのグローエンジンを使用することを前提に設計されているが、電動モーターを搭載して飛行することも容易である。
動力としては、たとえばムサシノ模型飛行機研究所製540クラスダイレクトドライブモーター（Aモーター）を使用し、バッテリーとしては、安価なRCカー用のサブCセル（単二電池よりやや小さい寸法）ニッケル・カドミウム蓄電池(NiCdバッテリー)6セル組を使用すれば、ムサシノ模型飛行機研究所製の電動プレーン「パストラル」に比較すると飛行時間はやや短くなるが、特に不満なく飛行することが出来るという。
実際に、電動に改造した上で空撮用にデジタルカメラを搭載した例も複数ある。

## その他
- 設計者館林重雄は、ムサシノ模型飛行機研究所現代表島崎孝によると、モスキートモス号について、「自分でも変な（変わった）飛行機を作ったもんだよナー！」と言っていたという。
- ムサシノ模型飛行機研究所がかつて発行していたムサシノ通信によると、館林重雄は「飛行機を設計するセオリーに従った合理主義から生まれたモスキートモス号ですが、アメリカと違うところは、日本の国土に生まれた造反精神が隠し味になっているからだと思います。実は、そこんところが私自身非常に気に入っていまして、よくもこのようなスゴイラジコン機を設計したものだ、時々、ほれぼれと眺めたりしている次第です。」と言っており、設計者自身も相当気に入っていたようである。
- 同じくムサシノ通信によると、モスキートモス号が発売されてまもなく、ある人物の手により、設計図がアメリカ西海岸のある設計者2名に送られているが、それを見て彼らは「奥さんが呼んでも返事もしなかった」という。
- 1991年8月4日に、埼玉県のあるユーザにより、印旛沼縦断飛行が決行され、成功している。日の出とともに離陸したモスキートモス号は、操縦者が船で追跡しながら、16kmの距離を1時間17分で飛行し、これをノントラブルで完了した。その様子は地元ケーブルテレビで放送された。またラジコン技術1992年3月号に掲載された。そのときの装備は、エンジンはエンヤ09BBTV、プロペラはヨシオカ9x5.5、燃料タンクは180cc、RC装置用バッテリーは550mAhのものであった。